# Процентный опцион
Процентный опцион или опцион на процентную ставку (inerest rate option, IRO) - производный финансовый инструмент опционного типа, базисным активом которого выступает процентная ставка, и предполагающий выплаты покупателю опциона, если рыночная (плавающая) процентная ставка окажется выше или ниже определённого уровня (страйка) или в определённых пределах в случае более сложных инструментов.
Простейшими базовыми процентными опционами являются кэплеты  (caplet)  и флорлеты  или флурлеты  (floorlet) - соответственно колл- и пут- опционы на процентную ставку) - предполагающие в случае кэплета выплату в размере превышения рыночной (плавающей) ставки над страйком (фиксированной ставки), или в случае флорлета - наоборот, в размере превышения страйка над рыночной ставкой. Кэплеты и флорлеты представляют собой опционы на конкретный период (тенор) в будущем и обычно не заключаются как отдельные инструменты, а являются элементами соответственно кэпов и флоров , представляющих собой набор последовательных кэплетов или, соответственно, флорлетов с единым для них страйком.
К процентным опционам относятся также свопционы, предоставляющие право заключения в будущем процентного свопа. Права на досрочное погашение или востребование (в том числе частичное) кредитов и депозитов, оферты по облигациям, право на пополнение депозита, на пролонгацию кредита и иные подобные права могут быть интерпретированы как процентные опционы при допущениях рациональности лиц, принимающих решения по применению соответствующих прав (рациональность предполагает принятие решений с учётом выгодности исходя из рыночной динамики процентных ставок и условий договоров).

## Кэплет и флорлет (флурлет)

### Денежный поток
Европейский кэплет (z=1) / флорлет (z=-1) на период {\displaystyle [T_{i-1},T_{i}]} предполагает выплату в момент {\displaystyle T_{i}} в размере
{\displaystyle CF_{i}=\left(z[L(T_{i-1},T_{i})-K]\tau _{i}\right)^{+}}
где {\displaystyle L(T_{i-1},T_{i})} - простая плавающая ставка (в годовом выражении) для периода {\displaystyle [T_{i-1},T_{i}]};
{\displaystyle K} - страйк опциона (фиксированная в момент купли/продажи ставка в годовом выражении);
{\displaystyle \tau _{i}=\tau (T_{i-1},T_{i})} - продолжительность периода кэплета/флорлета в долях года (с учётом соглашений по алгоритму оценки этих величин). 
Классические кэплеты предполагали фиксинг значения плавающей рыночной ставки в начале периода кэплета (в момент T) - это так называемые форвард-лукинг кэплеты. С переходом на овернайт-ставки вместо срочных ставок типа либор, моспрайм и др., часто рассматриваются бэкворд-лукинг кэплеты, когда фиксинг итоговой ставки осуществляется по завершении процентного периода кэплета исходя из фактических значений овернайт-ставок. При этом теоретически возможны случаи сложного начисления ставки или простого (арифметического) - в последнем случае фактически имеем опцион азиатского типа.

### Стоимость кэплета/флорлета
Стоимость кэплета/флорлета в момент {\displaystyle t<T_{i-1}} согласно общей формуле оценки условного платежа в форвардной мере:
{\displaystyle V_{t}=P(t,T)\mathbb {E} _{t}^{\mathbb {Q} ^{T_{i}}}[(z[L(T_{i-1}\,T_{i})\tau _{i}-K\tau _{i}])^{+}]}
Можно показать, что стоимость кэплета/флорлета эквивалентна стоимости пут-/колл- опциона на дисконтную облигацию номиналом {\displaystyle 1+K\tau _{i}} и страйком {\displaystyle K_{p}={1 \over 1+K\tau _{i}}}, то есть можно записать, что:
{\displaystyle V_{t}=P(t,T)\mathbb {E} _{t}^{\mathbb {Q} ^{T_{i}}}[(z[L(T_{i-1}\,T_{i})\tau _{i}-K\tau _{i}])^{+}]=(1+K\tau _{i})P(t,T_{i-1})\mathbb {E} _{t}^{\mathbb {Q} ^{T_{i-1}}}[(-z[P(T_{i-1},T_{i})-K_{p}])^{+}]}
Такая интерпретация полезна при выводе формулы стоимости в рамках нормальных моделей мгновенной форвардной ставки (в этом случае цены дисконтных облигаций имеют логнормальное распределение). 
Для оценки стоимости форвард-лукинг  кэплетов/флорлетов чаще всего используется формула Блэка, основанная на предположении логнормальности распределения форвардных ставок. Соответствующая формула стоимости имеем вид:
{\displaystyle \forall t<T_{i-1}\qquad V_{i}(t)=P(t,T_{i})\tau _{i}z[F_{i}(t)N(zd_{i})-K\tau _{i}N(z(d_{i}-v_{i}))],\quad d_{i}={\frac {1}{v_{i}}}\ln {\frac {F_{i}(t)}{K}}+0.5v_{i}}
где {\displaystyle v_{i}^{2}=\int _{t}^{T_{i-1}}{\sigma }^{2}(u)du} и в наиболее простом случае предполагается {\displaystyle \sigma (u)=\sigma =const}, поэтому {\displaystyle v_{i}=\sigma {\sqrt {T_{i-1}-t}}}
Однако, с учетом неточности допущения логнормальности образуется проблема так называемой улыбки волатильности. Часто вместо прямого использования формул оценки опционов, следующих из альтернативных моделей ставки используют аппроксимацию улыбки волатильности Блэка в рамках этих моделей, применяя для оценки стоимости опционов все равно формулу Блэка. Это связано с тем, что аналитические формулы в альтернативных моделях либо существенно сложнее либо вообще не существует аналитических формул расчета (только численные методы). 
Тем не менее используются и некоторые другие простейшие модели и формулы оценки, например, оценку в рамках модели Халла-Уайта, или формулу Башелье, справедливую в рамка предположения нормальности распределения простых форвардных ставок:
{\displaystyle \forall t<T_{i-1}\qquad V_{i}(t)=P(t,T_{i})[d_{i}N(d_{i})+\phi (d_{i})]v_{i},\quad d_{i}=z{\frac {F_{i}(t)\tau _{i}-K\tau _{i}}{v_{i}}}}
где {\displaystyle v_{i}^{2}=\int _{t}^{T_{i-1}}{\sigma }^{2}(u)du} и в наиболее простом случае предполагается {\displaystyle \sigma (u)=\sigma =const}, поэтому {\displaystyle v_{i}=\sigma {\sqrt {T_{i-1}-t}}}
Модель Башелье также не является достаточно точной, поэтому формируется своя улыбка волатильности. Тем не менее, в некоторых случаях (например, в случае модели SABR) выводятся аналитические аппроксимации нормальной волатильности и она применяется в формуле Башелье для оценки опциона.

## Кэпы и флор (флур)

### Денежный поток
Кэпы (флоры) представляют собой набор последовательных по процентным периодам кэплетов (флорлетов) с единым страйком. Пусть кэп состоит из n кэплетов с процентными периодами {\displaystyle [T_{i-1},T_{i}),\qquad i=1..n}. Для упрощения будем считать, что нет временных сдвигов дат платежей, и указанных моментов времени начала или конца процентных периодов (на практике такие сдвиги могут быть). Тогда кэп и флор предполагают набор платежей, определяемых следующим образом:
{\displaystyle CF_{i}=(z[L(T_{i-1},T_{i})-K])^{+}\tau (T_{i-1},T_{i})=(z[L_{i}-K]\tau _{i})^{+}}

### Стоимость кэпа/флора
Стоимость кэпов и флоров представляет собой сумму стоимостей соответствующих кэплетов/флорлетов:
{\displaystyle V_{t}=\sum _{(i)}V_{i}(t,\sigma _{i})}
При этом, волатильность форвардных ставок для различных периодов может быть разной. Эти волатильности называют также спот-волатильностями (spot volatility). В рамках кэпа/флора можно также оценить так называемую флэт-волатильность (flat volatility)- единая величина волатильности, при которой стоимость кэпа совпадает со стоимостью, определенной по спот-волатильностям кэплетов. 